# Piero Quispe
Piero Quispe (Lima, 14 de agosto de 2001) es un futbolista peruano que juega como centrocampista y su equipo actual es el Pumas de la UNAM de la Primera División de México. Es internacional con la selección de fútbol del Perú desde el 19 de noviembre de 2022.

## Biografía
Quispe nació en el barrio Naranjal, distrito de San Martín de Porres, en la ciudad de Lima, hijo de una familia migrante de los Andes centrales del Perú.

## Trayectoria

### Universitario de Deportes
Fue formado en la Academia Héctor Chumpitaz, con la cual disputó la Liga de Los Olivos por la etapa distrital de la Copa Perú 2017, y llegó ese mismo año a las divisiones menores de Universitario de Deportes para terminar su proceso formativo. Desde la Copa Federación, fue uno de los jugadores más destacados de su categoría. En el año 2019 fue promovido a la reserva del club, aquel año anotó tres goles en el Torneo de Promoción y Reserva.
A inicios de 2021 fue invitado a formar parte de la pretemporada del club principal, luego fue oficializado para ser parte del plantel principal del club que participó en la Liga 1 2021 y la Copa Libertadores 2021. Su debut profesional se dio el 19 de marzo de 2021 en la segunda fecha de la Fase 1 de la Liga 1 frente a la Academia Deportiva Cantolao, en la derrota 3-1 del cuadro crema. El 19 de julio de 2021, logró anotar su primer gol profesionalmente con la «U». Fue en la primera fecha de la Fase 2 de la Liga 1 en el empate 2-2 frente a Alianza Atlético de Sullana. Ante la lesión de su compañero de equipo Hernán Novick luego del clásico ante Alianza Lima el técnico Gregorio Pérez le dio la oportunidad a Quispe, quien destacó en el triunfo ante Alianza Universidad siendo muy importante para la victoria de la «U» por 4-0 sobre Alianza Universidad, fue alineado para el siguiente partido ante Sport Huancayo, en este partido marcó su segundo gol de manera profesional, al minuto 18 para abrir el marcador, el partido finalizó 3-1. Jugó la Copa Libertadores 2022 frente a Barcelona, sin embargo, su club perdió la llave en la segunda ronda del torneo. En la temporada de dicho año, Quispe fue el jugador de Universitario con la mayor cantidad de partidos disputados (35).
En partido válido por la fase preliminar de la Copa Sudamericana 2023, Piero anotó el primer gol del encuentro ante Cienciano a los 10 minutos, tal gol le serviría al conjunto crema para avanzar a la fase de grupos del torneo continental. Tuvo un papel protagonista en la fase de grupos del torneo, anotó el gol del triunfo ante Gimnasia en la última fecha, esta victoria le permitió al club peruano sumar 10 puntos y avanzar a los play-off de octavos. En dicha fase, Universitario fue eliminado por Corinthians, con Quispe siendo uno de los pocos jugadores destacados en el partido de vuelta en el Monumental. Quispe fue considerado el mejor jugador del Torneo Clausura. Finalizó el año 2023 siendo elegido el mejor jugador de la temporada y formando parte del once ideal del año.

### Pumas de la UNAM
El 27 de diciembre de 2023, fue anunciado como nuevo jugador del Pumas de la UNAM de México; teniendo su primera experiencia como jugador internacional. Jugó su primer partido con Pumas en la fecha 2 del Torneo Clausura 2024, en una derrota por 1-3 ante Atlético San Luis, y anotó su primer gol en la fecha 15, en una victoria por 1-0 ante León. En el Torneo Apertura 2024, Quispe se afianzó en el once titular de Pumas y marcó un gol en la victoria por 0-1 ante el Club América por el Clásico Capitalino.

## Selección nacional
Ha sido internacional con la selección de fútbol del Perú en 10 ocasiones y ha marcado 1 gol. Su debut se produjo el 19 de noviembre de 2022, en un encuentro amistoso ante la selección de Bolivia que finalizó con marcador de 1-0 a favor de los peruanos. En 2024, dio una asistencia para un gol de Miguel Araujo en un triunfo por 1-0 ante Uruguay, que significó la primera victoria de Perú en las eliminatorias sudamericanas para el Mundial de 2026.

### Participaciones en Copa América
| Copa              | Sede           | Resultado      | Partidos | Goles |
| ----------------- | -------------- | -------------- | -------- | ----- |
| Copa América 2024 | Estados Unidos | Fase de grupos | 2        | 0     |

## Estadísticas

### Clubes
| Club                             | Temporada           | Liga | Liga | Copas Nacionales | Copas Nacionales | Copas Internacionales * | Copas Internacionales * | Total | Total |
| Club                             | Temporada           | PJ   | G    | PJ               | G                | PJ                      | G                       | PJ    | G     |
| -------------------------------- | ------------------- | ---- | ---- | ---------------- | ---------------- | ----------------------- | ----------------------- | ----- | ----- |
| Universitario de Deportes · Perú | 2021                | 9    | 2    | 0                | 0                | 0                       | 0                       | 9     | 2     |
| 2022                             | 35                  | 3    | 0    | 0                | 2                | 0                       | 37                      | 3     |       |
| 2023                             | 34                  | 4    | 0    | 0                | 8                | 2                       | 42                      | 6     |       |
| Total                            | 78                  | 9    | 0    | 0                | 10               | 2                       | 88                      | 11    |       |
| Pumas de la UNAM · México        | 2024                | 17   | 1    | 0                | 0                | 0                       | 0                       | 17    | 1     |
| 2024-25                          | 29                  | 4    | 0    | 0                | 9                | 0                       | 36                      | 4     |       |
| Total                            | 46                  | 5    | 0    | 0                | 9                | 0                       | 53                      | 5     |       |
| Total en su carrera              | Total en su carrera | 124  | 14   | 0                | 0                | 19                      | 2                       | 141   | 16    |

- (*) Copa Libertadores de América, Copa Sudamericana, Leagues Cup, Liga de Campeones de la Concacaf.

### Selección nacional
| \| 19-11-2022 \| Arequipa \| Perú \| 1:0 \| Bolivia \| Amistoso \| 0 \| \| 16-11-2023 \| La Paz \| Bolivia \| 2:0 \| Perú \| Clasificación Mundial 2026 \| 0 \| \| 21-11-2023 \| Lima \| Perú \| 1:1 \| Venezuela \| Clasificación Mundial 2026 \| 0 \| \| 26-03-2024 \| Lima \| Perú \| 4:1 \| República Dominicana \| Amistoso \| 1 \| \| 07-06-2024 \| Lima \| Perú \| 0:0 \| Paraguay \| Amistoso \| 0 \| \| 14-06-2024 \| Chester \| El Salvador \| 0:1 \| Perú \| Amistoso \| 0 \| \| 21-06-2024 \| Arlington \| Perú \| 0:0 \| Chile \| Copa América 2024 \| 0 \| \| 25-06-2024 \| Kansas City \| Perú \| 0:1 \| Canadá \| Copa América 2024 \| 0 \| \| 10-09-2024 \| Quito \| Ecuador \| 1:0 \| Perú \| Clasificación Mundial 2026 \| 0 \| \| 11-10-2024 \| Lima \| Perú \| 1:0 \| Uruguay \| Clasificación Mundial 2026 \| 0 \| \| Total \| \| Presencias \| 10 \| \| Goles \| 1 \| |             |             |     |                      |                            |   |
| 19-11-2022 | Arequipa    | Perú        | 1:0 | Bolivia              | Amistoso                   | 0 |
| 16-11-2023 | La Paz      | Bolivia     | 2:0 | Perú                 | Clasificación Mundial 2026 | 0 |
| 21-11-2023 | Lima        | Perú        | 1:1 | Venezuela            | Clasificación Mundial 2026 | 0 |
| 26-03-2024 | Lima        | Perú        | 4:1 | República Dominicana | Amistoso                   | 1 |
| 07-06-2024 | Lima        | Perú        | 0:0 | Paraguay             | Amistoso                   | 0 |
| 14-06-2024 | Chester     | El Salvador | 0:1 | Perú                 | Amistoso                   | 0 |
| 21-06-2024 | Arlington   | Perú        | 0:0 | Chile                | Copa América 2024          | 0 |
| 25-06-2024 | Kansas City | Perú        | 0:1 | Canadá               | Copa América 2024          | 0 |
| 10-09-2024 | Quito       | Ecuador     | 1:0 | Perú                 | Clasificación Mundial 2026 | 0 |
| 11-10-2024 | Lima        | Perú        | 1:0 | Uruguay              | Clasificación Mundial 2026 | 0 |
| Total |             | Presencias  | 10  |                      | Goles                      | 1 |

### Resumen estadístico
| Competición           | Encuentros | Goles | Promedio |
| --------------------- | ---------- | ----- | -------- |
| Liga                  | 124        | 14    | 0,11     |
| Copas nacionales      | 0          | 0     | 0        |
| Copas internacionales | 19         | 2     | 0,11     |
| Selección del Perú    | 10         | 1     | 0,10     |
| Total                 | 153        | 17    | 0,11     |

## Palmarés

### Títulos nacionales
| Título                    | Club                      | País | Año  |
| ------------------------- | ------------------------- | ---- | ---- |
| Torneo Clausura           | Universitario de Deportes | Perú | 2023 |
| Primera División del Perú | Universitario de Deportes | Perú | 2023 |

### Distinciones individuales
| Distinción                         | Año  |
| ---------------------------------- | ---- |
| Mejor jugador del Torneo Clausura  | 2023 |
| Once Ideal del Torneo Clausura     | 2023 |
| Once Ideal de la Liga 1            | 2023 |
| Mejor jugador del año de la Liga 1 | 2023 |